# توفی گریفیتس
جرالد آمبروز توفی گریفیتس (به انگلیسی: Gerald Ambrose "Tuffy" Griffiths) (۱ ژانویه ۱۹۰۷–۱۵ نوامبر ۱۹۶۸) یک بوکسور آمریکایی بود. او در بخش سنگین‌وزن و کاهی به عنوان نیمه سنگین‌وزن با نام عنوان توفی گریفیتس مبارزه کرد.